# Ennui ennui
Pour plus de détails, voir Fiche technique et Distribution.
Ennui ennui est un film français réalisé par Gabriel Abrantes et sorti en 2014.

## Fiche technique
- Titre : Ennui ennui
- Réalisation : Gabriel Abrantes
- Scénario : Gabriel Abrantes
- Costumes : Cécile Carrot-Guiot
- Décors : Jean-Charles Duboc
- Photographie : Simon Roca
- Montage : Aël Dallier-Vega
- Son : Philippe Deschamps
- Montage son : Alexandre Hecker
- Mixage : Olivier Dô Hûu
- Musique : Ulysse Klotz
- Société de production : Les Films du Bélier
- Pays de production :  France
- Genre : comédie
- Durée : 34 minutes
- Date de sortie : France - 11 juin 2014 (trois courts métrages assemblés sous le titre Pan pleure pas[1])

## Distribution
- Lætitia Dosch
- Édith Scob
- Omid Rawendah
- Breshna Bahar
- Esther Garrel
- Aref Banuhar
- Asif Mawdoodi
- Stephan Rizon

## Distinctions

### Récompenses
- Grand prix France aux Rencontres internationales du moyen métrage de Brive 2014[2]

### Sélections
(Source : Unifrance)
- Festival du nouveau cinéma de Montréal 2014
- Festival international du film de Melbourne 2014
- Festival international de moyens métrages de Valence La Cabina 2014
- Festival du court métrage de Clermont-Ferrand 2014 (mention spéciale du jury national pour Lætitia Dosch)